# Terkhiin Tsagaan Nuur

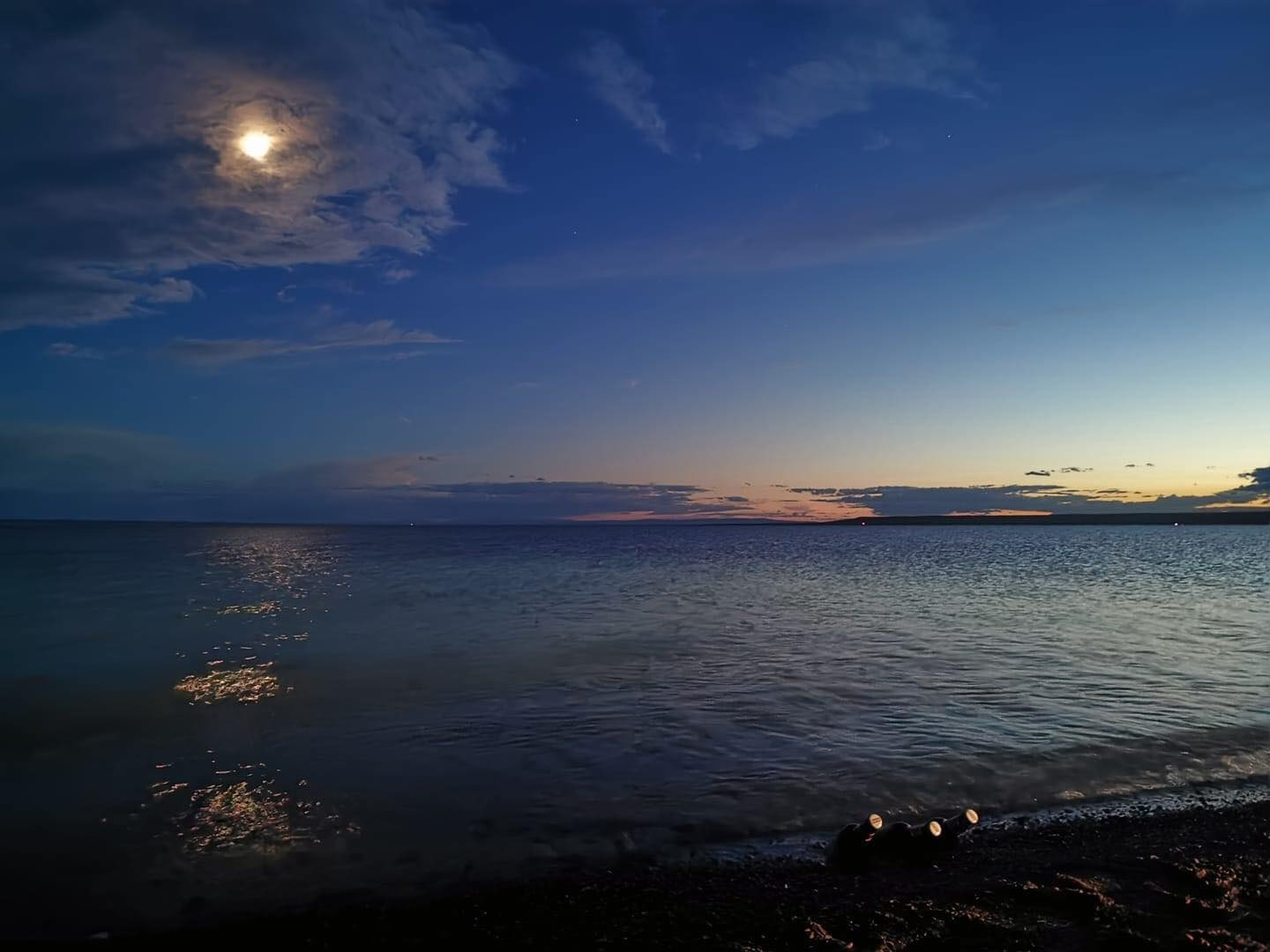
Hồ Terkhin Tsagaan

Hồ Terkhin Tsagaan (tiếng Mông Cổ: Тэрхийн Цагаан нуур, Terhiin Cagaan nuur) hay Hồ Trắng là một hồ nước ở dãy núi Khangai, sum Tariat, tỉnh Arkhangai tại miền trung Mông Cổ. Núi lửa Khorgo nằm gần bờ đông nam của hồ, sông Suman bắt nguồn từ hồ này. Trung tâm của sum, thị trấn Tariat, nằm ở phía đông của hồ.
Hồ nằm cách tỉnh lỵ Arkhangai, Tsetserleg 175 km về phía tây bắc. Hồ nằm ở độ cao 2.060 so với mực nước biển. Hồ dài 16 km và rộng từ 4 – 10 km. Ở phía tây của hồ có một hòn đảo.
Hồ là một phần của Công viên Quốc gia Khorgo-Terkhiin Tsagaan Nuur, một địa điểm thu hút khách du lịch.